# Чикаго Кабс

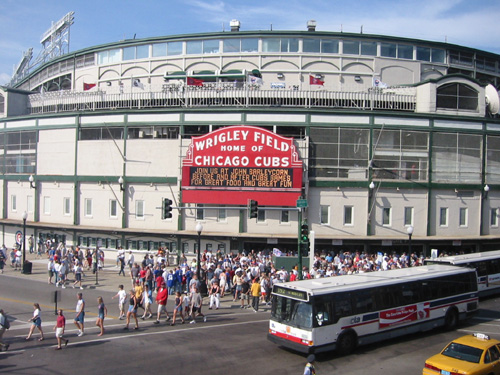
Стадіон Ріґлі Філд у Чикаго

«Чикаго Кабс» (англ. Chicago Cubs) професійна бейсбольна команда розташована у місті Чикаго штату Іллінойс.  Команда є членом Центрального дивізіону, Національної бейсбольної ліги, Головної бейсбольної ліги.
Команда була заснована в місті Чикаго у 1870 році і прийнята до Національної бейсбольної ліги у 1876.

Команда мала декілька імен:
- Chicago White Stockings (Чикаго Вайт Стокінс) 1870-1889
- Chicago Colts (Чикаго Колтс) 1890-1897
- Chicago Orphans (Чикаго Орфанс) 1898-1901
- Chicago Cubs (Чикаго Кабс) 1902 - по нині

Домашнім стадіоном для «Чикаго Кабс» є Ріґлі Філд.
«Кабс» виграли Світову серію (чемпіонат бейсболу США) у 1907 i 1908 роках.

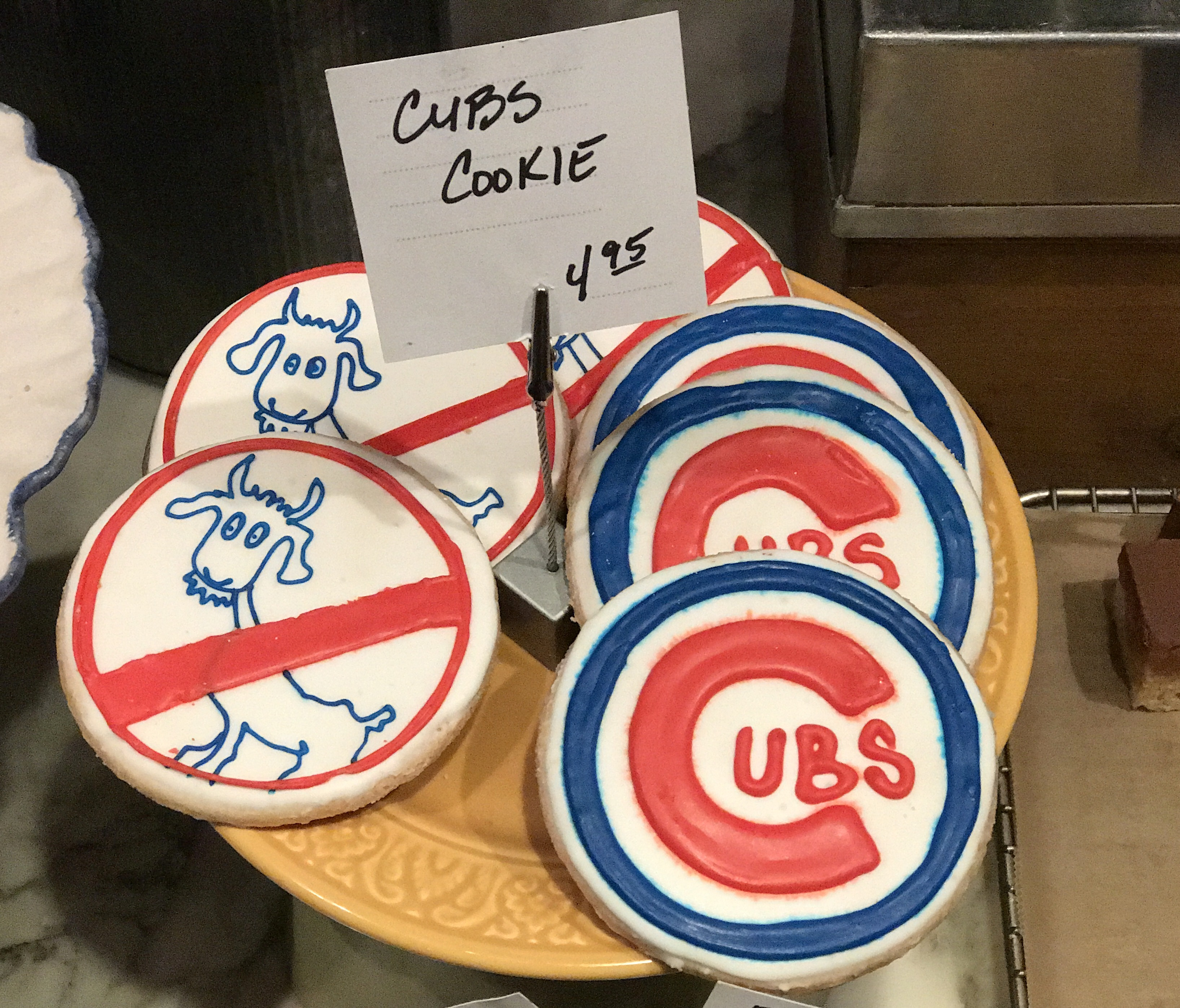
Печиво з емблемою «Кабс» і цапом Біллі

Після 108-річної перерви 2 листопада 2016 року «Кабс» виграли Світову серію чемпіонату США з бейсболу у додатковому інінґу сьомої гри фіналу та зняли прокляття цапа Біллі  .

## В поп-культурі
У фільмі 1989 року Назад у майбутнє 2, коли Марті Макфлай подорожуючи у часі, потрапив у 21 жовтня 2015 року «Чикаго Кабс» виграли Світову серію у команди Маямі . Але саме в той день у реальному часі, який світові ЗМІ назвали «День Назад у майбутнє» (англ. Back to the Future Day), «Кабс» програли команді «Нью-Йорк Метс» і не вийшли до Світової серії . Після перемоги наступного року зігравший у ролі Макфлая Майкл Джей Фокс привітав команду, помітивши що помилка на рік це не так погано .